# Бенеке, Бертольд Адольф
Бертольд Адольф Бенеке (нем. Berthold Adolph Benecke; 27 февраля 1843, Эльбинг — 27 февраля 1886, Кенигсберг) — германский врач, микробиолог, ихтиолог и рыбак.
Изучал в Кенигсберге медицину, был первоначально врачом, с 1870 года — прозектором анатомии в Кенигсберге, с 1877 года профессором топографической анатомии там же. Его научная деятельность касалась внедрения в науку микроскопической фотографии и анатомических и эмбриологических исследований.
С 1885 года был членом комиссии для научного исследования немецких морей. Как секретарь общества рыбоводства в Восточной и Западной Пруссии, которое было основано им же в 1876 году, и как писатель, он много содействовал развитию рыбного промысла. Умер от простуды, полученной во время одной из своих научных поездок.
Главнейшие его сочинения: «Fische, Fischerei und Fischzucht in Ost West-Preussen» (Кенигсберг, 1881); «Die Teichwirthshaft» (Берлин, 1855); «Handbuch der Fischerei und Fischzucht» (Берлин, 1885).